# 大門芸
大 門芸（だい もんげい、生没年不詳）は、渤海国の王族。第2代王・大武芸の弟。

## 人物
726年、黒水靺鞨の入唐使が渤海に通告することなく、領内を通過したことに端を発して、大武芸は大門芸に黒水靺鞨の征討を命じた。大門芸はこれに反対して唐に亡命した。亡命時期は730年代後半。以後、大武芸は大門芸の罪悪をあげて唐玄宗に誅殺を求めたが、唐玄宗は大門芸を「左驍衛将軍」に拝し、安西に送り、大武芸には「悪しき地に投じた」と諭した。